# 宇都宮時綱
宇都宮 時綱 / 上条 時綱（うつのみや ときつな / かみじょう ときつな）は鎌倉時代中期の鎌倉幕府の御家人。宇都宮頼綱の長男。後に上條氏を名乗る。
宇都宮家の家督は長男の時綱ではなく、北条時政の娘を母とする異母弟の泰綱が継いだ。河内郡の南半の一部を支配しており、宇都宮氏嫡流第二の実力者として活躍した。当時の河内郡の北半が下条、南半が上条と呼ばれており、時綱が上条氏を名乗った由来でもある。時綱は三浦義村の娘を室に迎えて三浦氏との関係を深め、美作守となる。妻の兄弟である三浦泰村と執権北条時頼との対立である宝治元年（1247年）の宝治合戦で時綱は三浦陣営として戦い、敗れた後に源頼朝の法華堂において子の時村、泰親と共に自害した。